# 実験考古学
実験考古学（じっけんこうこがく）とは、考古資料の機能や用途などを推定するために、実験的方法を用いることを指す。磨製の石斧に柄をつけて実際に木を伐採したり、石器時代と同じような材料や技術を使って住居を復元したり、石鎌を使ってムギを刈り取り収穫具としての効率を調べたりするなど、実験的方法を用いることは、考古学上の有効な手段と考えられている。

## 実験考古学の範囲
- 考古遺物および先史時代の諸活動を復元する研究
- 遺跡の形成や時間の経過に伴って生じる崩壊によって起こる諸問題を扱う研究
- 既に知られている考古学上のデータや結果を使って、仮説を確かめる研究
- 民族考古学に関連する研究

## 実験考古学の課題
- 実験を行う目的と、それに必要な手続きを定め、実験のプロセスを客観的に記録し、評価できる枠組みが必要となる。